# عالم البيسبول الكلاسيكي 2017
عالم البيسبول الكلاسيكي 2017 (بالإسبانية: Clásico Mundial de Béisbol 2017)‏ هو الموسم 4 من  عالم البيسبول الكلاسيكي. أقيم خلال الفترة 6 مارس 2017 وحتى 22 مارس 2017، والذي يشرف على تنظيمه دوري كرة القاعدة الرئيسي، وكان عدد الأندية المشاركة فيه  16، وفاز فيه منتخب الولايات المتحدة الوطني لكرة القاعدة.